# William Bligh
Pour les articles homonymes, voir Bligh.
William Bligh, né le 9 septembre 1754 et mort le 7 décembre 1817, est un administrateur colonial britannique et un officier de la Royal Navy.
Il a fait une carrière honorable dans la Royal Navy. Ayant commencé comme mousse à sept ans, il termina vice-amiral.
Il est surtout connu pour la mutinerie qu'il subit alors qu'il commandait le Bounty, en avril 1789. Plus tard, il fut nommé gouverneur de Nouvelle-Galles du Sud. Son administration est à l'origine d'une insurrection, la révolte du rhum, dirigée par John Macarthur en 1808.

## Biographie

### Premières années
William Bligh naît à Tinten Manor, dans le village de St Tudy en Cornouailles. Il est le fils unique de Francis Bligh (mort le 27 décembre 1780) et de Jane Pearce (elle meurt lorsque William a quatorze ans), une veuve dont le nom de jeune fille était Balsam.
William a son premier contact avec la mer en 1762, à l'âge de sept ans. Il embarque comme serviteur personnel du capitaine du HMS Monmouth. En 1770, il s'engage dans la Royal Navy sur le HMS Hunter et devient midshipman, l'équivalent d'aspirant l'année suivante en 1771, il embarque ensuite sur le HMS Crescent et le HMS Ranger.
Très tôt, il est remarqué pour son intelligence et ses dons en sciences et en mathématiques, ainsi que pour son talent pour le dessin et l'écriture.
Il embarque avec James Cook sur le Resolution comme maître d'équipage. Ce voyage est marqué par la fin tragique de James Cook le 14 février 1779 aux îles Hawaï. Durant cette période, Bligh a observé les méthodes de Cook pour maintenir son équipage en bonne santé, notamment l’usage des agrumes contre le scorbut et l’exercice physique quotidien de l’équipage par de la danse sur le pont avec un musicien. Il reprendra tout cela à son compte, mais il ne sera pas compris par ses hommes sur le Bounty.
Le 14 février 1781, profitant d’une période d'inactivité de douze mois, il épouse Elizabeth Betham, la fille d’un contrôleur des douanes dans l’église paroissiale d’Onchan, sur l’île de Man. Il est déjà lieutenant de vaisseau, et il a effectué d’importants travaux hydrographiques pour la Royal Navy. Peu de temps après son mariage, il reprend du service dans la Royal Navy et participe à la bataille de Dogger Bank le 5 août 1781 et combat aussi aux côtés de Lord Howe à Gibraltar en 1782.

### LeBounty
Le 16 août 1787, à l'âge de trente-trois ans, il commande le HMAV Bounty. Il appareille le 23 décembre 1787 du port de Spithead, laissant derrière lui sa femme et leurs deux filles.
Bligh tente de rallier Tahiti, but de sa mission. Il doit y embarquer des plants d’arbre à pain pour nourrir les esclaves des plantations des Antilles en passant par l’ouest. Pendant un mois, il tente en vain de franchir le cap Horn mais doit finalement rebrousser chemin et prendre la route du cap de Bonne-Espérance où il fait escale. Après une deuxième escale dans la baie de l'Aventure en Tasmanie, l'expédition relâche à Tahiti le 26 octobre 1788. Ce contre-temps fait arriver le Bounty à la mauvaise saison pour récolter les arbres à pain, et Bligh doit patienter six mois pour embarquer sa précieuse cargaison. Pendant ce laps de temps, la discipline se relâche, d’autant que l’accueil de la population est plus qu’amical. Finalement le Bounty appareille le 4 avril 1789 cap à l’ouest, suivant la même route qu’à l’aller. Le 27 avril, Bligh annonce à son équipage son intention de faire route à l’est en passant par le cap Horn et de faire ainsi le tour du globe. Cette idée n’enchante guère l’équipage, l'échec du passage du cap Horn étant encore dans toutes les mémoires. Profitant du mécontentement d’une partie de l’équipage, son second, le lieutenant Fletcher Christian prend la tête d’une mutinerie et s’empare du navire dans la nuit du 28 avril au 29 avril 1789. Il décide d’abandonner Bligh et une partie de ceux qui lui sont fidèles, soit dix huit personnes dans une chaloupe. Il faut noter que la chaloupe ne pouvait pas accueillir plus de 19 marins en tout, donc parmi ceux restés à bord du navire certains ne faisaient pas partie du groupe des mutins, ils y prirent part malgré eux.
C’est ici que commence l’exploit maritime, Bligh ne trace pas la route la plus facile pour atteindre un port espagnol d'où lui et ses hommes pourront être rapatriés, avec une attente probable, vers la Grande-Bretagne. Au lieu de cela, confiant dans ses dons de navigateur et considérant qu'il est de sa mission d'informer au plus vite l'Amirauté de la mutinerie, de façon à faire poursuivre les mutins, il prend la direction de Timor, ce qui implique une navigation de 3 618 milles marins soit 6 701 km. Bligh, sur une chaloupe non pontée d'à peine sept mètres de long, surchargée de dix-neuf hommes, sans carte ni boussole et avec à peine une semaine de vivres au départ, va naviguer de mémoire en traversant le Pacifique et la Grande barrière de corail pour arriver quarante et un jours plus tard à Kupang, dans l'île de Timor, alors sous souveraineté hollandaise. Il aura parcouru tout ce périple en bravant les tempêtes et les peuplades hostiles (ainsi que le début d’une nouvelle mutinerie, tant les conditions de survie sont dures), ne perdant qu’un seul homme, le premier maître Norton sur l’île de Tofua.
Bligh, de retour en Grande-Bretagne, passe en cour martiale devant l’Amirauté qui l'acquitte le 15 mars 1790 pour la perte du HMAV Bounty et même le félicite pour son exploit dans la chaloupe.
À ce jour, les raisons de la mutinerie sont toujours discutées. Pour certains, c'est la tyrannie de Bligh qui força l'équipage à s'emparer du navire. D'autres pensent que l'équipage, ayant goûté à la vie facile de son escale tahitienne, ne pouvait se résoudre à se plier de nouveau à la discipline de bord, très dure à cette époque, et qu'en s'emparant du navire, il pouvait espérer retourner sur l'île pour y poursuivre une vie de confort et de plaisirs.

### Suite de sa carrière
Bligh commande le HMS Falcon, puis le HMS Medea. En 1792, il commande le HMS Providence et se voit désigné pour recommencer la même mission qu’avec le Bounty. Il réussit sa mission avec succès cette fois-ci (en fait, les esclaves des Antilles ne voudront jamais manger des fruits de l’arbre à pain, mais Bligh n’y est pour rien). Au cours de cette dernière mission, Bligh a pu aussi introduire l’aki dans les Caraïbes, mais on n'a pas de certitudes sur ce fait ; néanmoins, cette plante a été nommée d'après lui, dans la classification, sous la forme Blighia sapida.
En 1797, Bligh commande le HMS Director. Comme beaucoup de commandants, Bligh eut à subir la mutinerie du Nore en avril 1797. Il fut simplement déposé à terre par l'équipage de son navire au mouillage du Nore situé dans l'estuaire de la Tamise face à la mer du Nord. À l'issue de la mutinerie, Bligh qui commande toujours le HMS Director participe le 11 octobre 1797 à la bataille de Camperdown, il engage trois vaisseaux hollandais — le Haarlem, le Alkmaar et le Vrijheid. Alors qu'il inflige de lourdes pertes aux vaisseaux ennemis, seuls sept de ses hommes sont blessés durant le combat. Il reçoit la reddition du Haarlem.
Au XIXe siècle, Dublin était considérée comme la deuxième ville des îles Britanniques, les bateaux y affluaient, mais le risque de s’ensabler dans la baie et le port trop étroit empêchaient le développement économique de la ville. Bligh suggère dans une étude faite en 1801 la construction d’un mur-digue parallèle à celui existant sur la rive sud de l’embouchure de la rivière Liffey. En canalisant le courant (les deux digues doivent se resserrer vers la sortie du port) la force de la rivière sera augmentée et elle creusera plus profond le lit de la baie, facilitant l’entrée des gros bâtiments qui seront ensuite à l’abri des digues par mauvais temps. La construction du North Bull Wall s’est déroulée de 1819 à 1824 pour une longueur de 1,7 km.
Mais, au fil du temps et des marées, le sable s’est accumulé le long du mur pour former aujourd’hui des dunes de 6 mètres de haut qui ne cessent de croître en direction de la mer, refuge artificiel des oiseaux et des phoques.
Puis le 2 avril 1801, c'est en tant que commandant du HMS Glatton qu'il participe à la bataille de Copenhague sous les ordres de l'amiral Nelson. Ce dernier le félicite pour sa bravoure au combat. C'est aussi cette année qu'il est élu membre de la Royal Society (elle l'avait déjà recommandé pour la mission du Bounty) en considération de ses services tant en navigation qu’en botanique.
En 1805, alors qu'il commandait le HMS Warrior, il fut réprimandé en cour martiale pour avoir insulté ses officiers. L'année suivante le voit nommé comme gouverneur de la toute jeune colonie de Nouvelle-Galles du Sud. Encore une fois, son administration rigide mais surtout la corruption des militaires du 102e régiment d’infanterie de la garnison seront à l'origine d'une insurrection, la révolte du rhum dirigée par John Macarthur, un marchand de laine, à Sydney en 1808. Il est déposé de son poste par le major George Johnston (en) et emprisonné durant deux années. C’est son remplaçant, envoyé pour remettre de l’ordre avec un nouveau régiment, qui le délivre. À son retour, la Cour le lave de toute responsabilité et fait enfermer Johnston à l’hôpital de Chelsea.
Bligh est ensuite promu contre-amiral de la Blue Ensign en 1810 puis finit vice-amiral en 1814.
Il passe les dernières années de sa vie dans son manoir de Farningham, dans le Kent, mais c'est à Londres, dans Bond Street qu'il meurt le 7 décembre 1817 à l’âge de 63 ans. Il est enterré dans la partie est du cimetière de l’église de Lambeth, où il repose à côté de son épouse qui lui a donné six filles. Sa tombe est surmontée d'une sculpture d'un fruit de l'arbre à pain.
Dans les années 1980, un de ses lointains descendants qui vivait en Australie tenta de rééditer l'exploit de la traversée en chaloupe faite depuis le Bounty avec une équipe de sportifs et de scientifiques, mais ils durent arrêter ce défi en cours de route devant la difficulté et la mésentente.
Le cinéma au travers de trois films a donné l'image d'un William Bligh, capitaine tyrannique qui brutalise l'équipage de son navire, le Bounty, face à l'un de ses officiers, Fletcher Christian, défenseur des opprimés.
A cette époque, la discipline dans la Royal Navy était particulièrement sévère et Bligh n'était sans doute pas plus cruel que les autres commandants britanniques contemporains.
Il a été un marin hors pair. Sa navigation après la mutinerie du Bounty, aussi bien que son comportement lors des batailles navales, en sont les preuves incontestables. Ces qualités lui furent d'ailleurs reconnues par ses supérieurs, puisqu'il fit une carrière plus qu'honorable dans la Royal Navy, ayant commencé mousse à sept ans et terminant vice-amiral.

## Carrière militaire

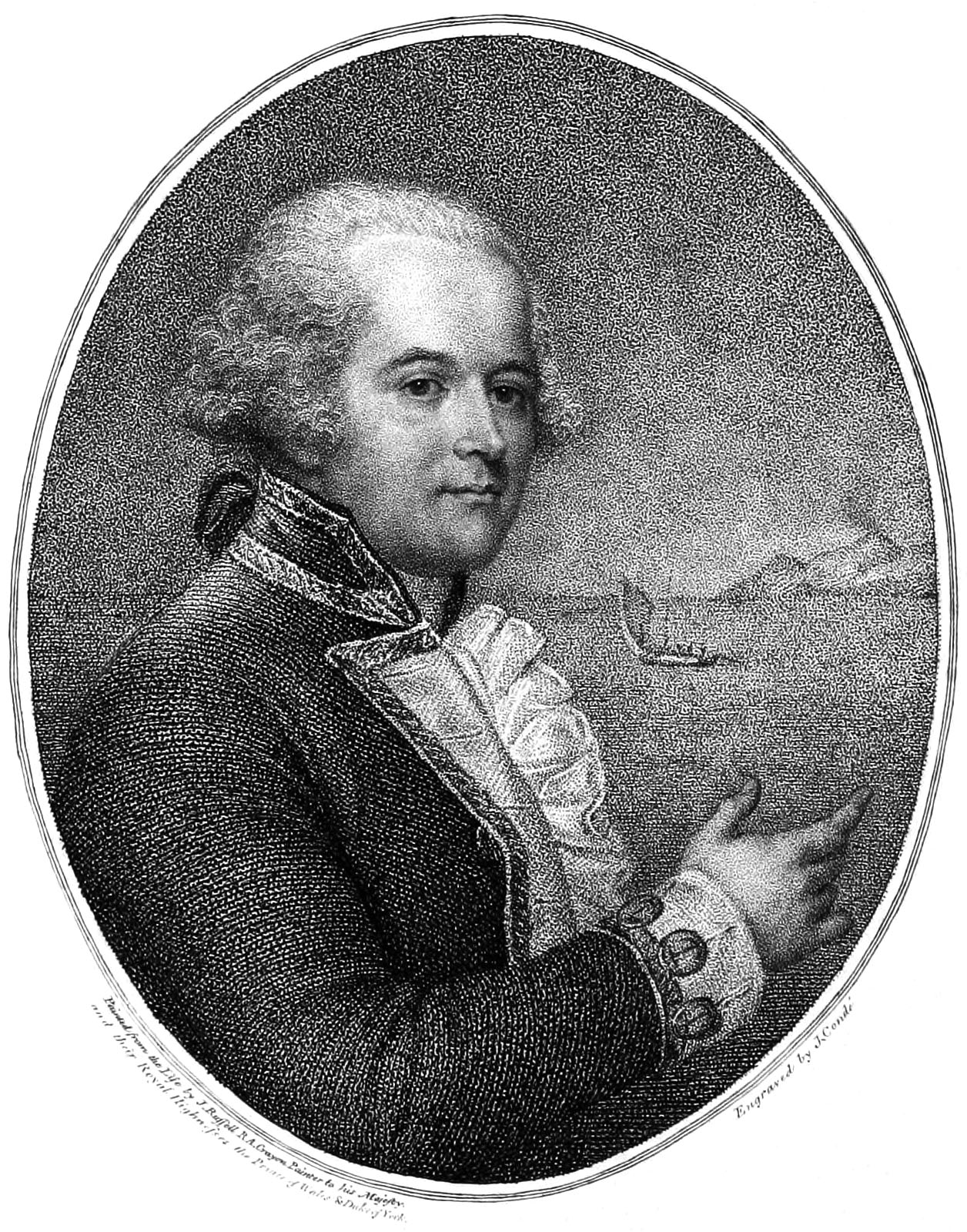
Illustration du compte rendu de W. Bligh (voir ci-dessous).

| Dates             | Grade et navire ou fonction                                                  |
| ----------------- | ---------------------------------------------------------------------------- |
| 1er juillet 1762  | engagement comme mousse et serviteur du commandant sur le HMS Monmouth       |
| 27 juillet 1770   | Matelot breveté sur le HMS Hunter.                                           |
| 5 février 1771    | Aspirant sur le HMS Hunter.                                                  |
| 22 septembre 1771 | Aspirant sur le HMS Hunter.                                                  |
| 2 septembre 1774  | Matelot breveté sur le HMS Ranger.                                           |
| 30 septembre 1775 | Second maître HMS Ranger.                                                    |
| 20 mars 1776      | Maître d'équipage sur le HMS Resolution (dernière expédition de James Cook). |
| 14 février 1781   | Maître d'équipage sur le HMS Belle Poule.                                    |
| 5 octobre 1781    | Lieutenant sur le HMS Berwick.                                               |
| 1er janvier 1782  | Lieutenant sur le HMS Princess Amélia.                                       |
| 20 mars 1782      | Lieutenant HMS Cambridge.                                                    |
| 14 janvier 1783   | Bligh rejoint la marine marchande comme lieutenant.                          |
| 1785              | Commandant en tant que lieutenant du navire marchand Lynx.                   |
| 1786              | Lieutenant sur le navire marchand Brittania.                                 |
| 1787              | Bligh retourne au service actif de la Royal Navy.                            |
| 16 août 1787      | promu en tant que lieutenant comme commandant du HMAV Bounty.                |
| 14 novembre 1790  | promu captain, commandant du HMS Falcon.                                     |
| 15 décembre 1790  | captain HMS Medea.                                                           |
| 16 avril 1791     | captain HMS Providence.                                                      |
| 30 avril 1795     | captain HMS Calcutta.                                                        |
| 7 janvier 1796    | captain HMS Director.                                                        |
| 18 mars 1801      | captain HMS Glatton.                                                         |
| 12 avril 1801     | captain HMS Monarch.                                                         |
| 8 mai 1801        | captain HMS Irresistible.                                                    |
| 2 mai 1804        | captain HMS Warrior.                                                         |
| 14 mai 1805       | Gouverneur de Nouvelle-Galles du Sud (Australie).                            |
| 27 septembre 1805 | captain HMS Porpoise.                                                        |
| 31 juillet 1808   | promu commodore, HMS Porpoise.                                               |
| 3 avril 1810      | Commodore HMS Hindostan.                                                     |
| 31 juillet 1810   | nommé contre-amiral de la flotte Bleue (Rear Admiral of the Blue).           |
| 4 juin 1814       | nommé vice-amiral de la flotte Bleue (Vice Admiral of the Blue).             |